# Gallegofobia
La gallegofobia hace referencia a la aversión no justificada hacia la comunidad autónoma española de Galicia, hacia la cultura y lengua gallegas y hacia el individuo gallego y su identidad. A pesar de que el término no aparece recogido en ningún diccionario de corte académico, se trata de la denominación genérica y popular para referirse la este fenómeno tanto en la prensa como en el campo social. Así, la primera constancia que se tiene de su uso es en un artículo de prensa firmado por Villar Ponte y datado en 1916.  
Si bien es cierto que los mayores y más numerosos ejemplos de Gallegofobia proceden del ámbito hispánico, también existió (y sigue existiendo) a nivel europeo e internacional.

## Historia y características
El fenómeno de desprecio hacia aquello vinculado con Galicia se conforma y se vive con mayor virulencia al término de la Edad Media. Según el ensayista lugués Miguel Ángel Murado, las razones hace falta buscarlas principalmente en la pobreza que siguió un período largo de bonanza económica.
Asimismo, también cabría explicarlo en la resistencia de los nobles gallegos perante los Reyes Católicos[Hace falta referencia]. Son destacables las rebeldías sostenidas, por orden cronológica, por Pedro Álvarez, conde de Soutomaior (Pedro Madruga), por el mariscal Pardo de Cela, y por los sucesivos condes de Lemos, Pedro Álvarez Osorio y Rodrigo Henríquez de Castro. Todos ellos compartían el común denominador de la fuerte oposición militar al proyecto político basado en la unificación territorial de los Reyes Católicos, que suponía la imposición del autoritarismo monárquico. La resistencia ejercida por estos nobles fue adoptada por muchos como un carácter innato del reino y de sus gentes, así el cronista aragonés Jerónimo Zurita describió aquella situación de la siguiente manera:

En aquel tiempo se comenzó a domar aquella tierra de Galicia, porque no sólo los señores y caballeros della pero todas las gentes de aquella nación eran unos contra otros muy arriscados y guerreros.
Naquel tempo comenzouse a domar aquela terra de Galiza, porque non só os señores e cabaleiros dela mais todas as xentes de aquela nación eran uns contra outros moi arriscados e guerreiros.

Sofocada ya toda oposición en el reino, en 1486 los Reyes Católicos visitaban Galicia y en septiembre del mismo año daban por finalizadas a medidas políticas y militares para "mandar proveer y castigar lanas cosas de él Bierzo y de él reyno de Galizia". La consecución final del pleno dominio regio en Galicia fue lo que Zurita llamaría “domar aquella tierra de Galicia”. Galicia quedó así convertida en un territorio periférico, marginado y los gallegos comienzan a ser vistos cómo gentes obstinadas, pobres y analfabetas.